# Albert Ahlberg

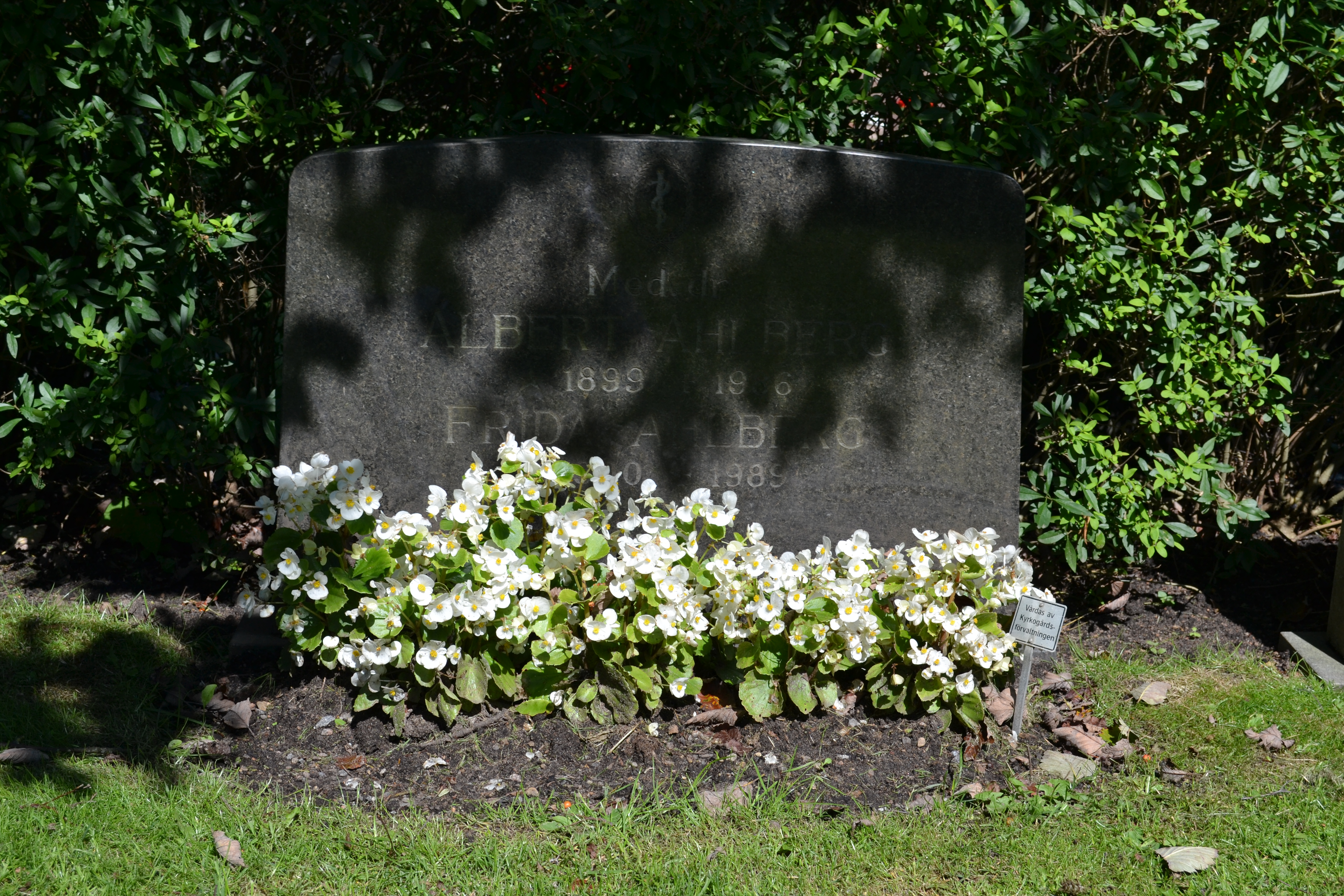
Albert Ahlbergs grav på S:t Jörgens kyrkogård i Varberg.

Albert Natanael Ahlberg, född 23 maj 1899 i Vollsjö, Skåne, död 14 januari 1986 i Varberg, var en svensk läkare.
Albert Ahlberg avlade medicine licentiatexamen vid Lunds universitet 1929 och blev medicine doktor 1940 på en avhandling om caneusfrakturer. Han hade olika läkarförordnanden 1929–1937 och var 1:e underläkare vid vanföreanstalten i Göteborg 1937–1939. Han anställdes vid Kustsanatoriet Apelviken i Varberg 1939. Vid Robert Hanssons död 1940 blev Ahlberg tillförordnad överläkare. Han var sedan överläkare vid sanatoriet 1941–1966.
Ahlberg författade olika skrifter i ortopediska ämnen.